# Carine Bonnefoy
Carine Bonnefoy (* 1974 in Toulon) ist eine französische Jazz-Pianistin, Komponistin und Arrangeurin.
Bonnefoy begann mit Saxophon, wechselte dann aber zum Klavier (daneben spielt sie noch weitere Instrumente). 1990 gewann sie einen ersten Preis in Interpretation und Orchestrierung in Aix-en-Provence (Jazz futur). 1992 zog sie nach Paris und schloss sich der „Paris Jazz Big Band“ an. Daneben spielte sie u. a. mit Didier Lockwood, Bob Mintzer, Kenny Wheeler, Henri Texier und studierte am CNSM Conservatoire de Paris, wo sie 1998 mit ersten Preisen abschloss.
2004 erschien ein Soloalbum „Carine Bonnefoy“ bei Cristal Records und „Something to Change“ (mit Stéphane Belmondo, Denis Leloup, Gilles Naturel, Guillaume Naturel auf der Flöte, dem Schlagzeuger Manhu Roche) ebenfalls bei Cristal und hauptsächlich mit eigenen Kompositionen. 2006 nahm sie mit dem niederländischen „Metropole Orkest“ (unter Vince Mendoza) „Outre Terres“ („Overlands“, Cristal Records) auf, das von der Entdeckung Polynesiens handelt (Bonnefoy hat Wurzeln in Tahiti). Sie spielt dort Celesta und elektrisches Piano und arrangierte, begleitet vom Pianisten Hervé Sellin und den Sängern Debora Tanguy, Jean-Luc Di Fraya und Nelly Lavergne. 2006 arrangierte sie für Ivan Lins und das „Metropole Orkest“; 2007 arrangierte sie für die WDR Big Band Köln, mit der sie im Kölner Stadtgarten auftrat.
Sie komponierte auch für das „Swinging Europe Orchester“ und arrangierte die Musik des Komponisten Ludovic Bource.
Sie lehrt in verschiedenen Konservatorien Jazz-Piano und Arrangement. 2007 erhielt sie den Django d’Or (Frankreich) für Komposition.